# Buftea
Buftea város Ilfov megyében, Munténiában, Romániában. A hozzá tartozó település: Buciumeni.

## Fekvése
A megye északnyugati részén helyezkedik el, Bukarestől 20 km-re északra és 40 km-re délre Ploiești városától. Területén folyik keresztül a Colentina folyó.

## Történelem
A mai település helyén a középkorban Mănești falu állt, melynek első írásos említése 1577-ből való.
Buftea településének első említése 1752-ből való, mely az egykori faluból fejlődött ki.
A városban van eltemetve Barbu Știrbei, aki Havasalföld uralkodója volt 1849 és 1853 között.
Az első világháború során, 1918. március 5-én a városban írták alá a bukaresti békeszerződést megelőző szerződést Románia és a központi hatalmak között.
Városi rangot 1968-ban kapott.

## Lakossága
| Nemzetiségek        | 2002  | 2002   |
| ------------------- | ----- | ------ |
| Románok             | 19885 | 97,71% |
| Romák               | 410   | 2,01%  |
| Magyarok            | 20    | 0,09%  |
| Olaszok             | 6     | 0,02%  |
| Németek             | 5     | 0,02%  |
| Kínaiak             | 5     | 0,02%  |
| Törökök             | 3     | 0,01%  |
| Szerbek             | 2     | 0,0%   |
| Bolgárok            | 1     | 0,0%   |
| Lipovánok           | 1     | 0,0%   |
| Görögök             | 1     | 0,0%   |
| Örmények            | 1     | 0,0%   |
| Egyéb nemzetiségűek | 8     | 0,03%  |
| Nem nyilatkozott    | 2     | 0,0%   |
| Összesen            | 20350 | 100,0% |

## Kultúra
Buftea a román filmipar központja, a román filmek nagy része az itteni stúdiókban készült.